# Anthribola niviguttata
Anthribola niviguttata är en skalbaggsart som beskrevs av Leon Fairmaire 1902. Anthribola niviguttata ingår i släktet Anthribola och familjen långhorningar.
Artens utbredningsområde är Madagaskar. Inga underarter finns listade i Catalogue of Life.